# Ти Ви 5 (телевизионен канал)
Ти Ви 5 (на английски: TV5) е филипински телевизионен канал, собственост на Ти Ви 5. Стартира на 19 юни 1960 г. като Ей Би Си (ABC, Associated Broadcasting Corporation от 1960 до 1972 и Associated Broadcasting Company от 1992 до 2008). Каналът се нарича още Капатид Нетуърк, въведен е на 4 април 2010 г.